# Meurtre de Rie Isogai
 (juillet 2019).
Pour les articles homonymes, voir Isogai.
Rie Isogai (磯谷 利恵, Isogai Rie), née le 20 juillet 1976 et morte le 25 août 2007, est une employée de bureau qui fut braquée puis assassinée dans la préfecture d'Aichi dans la nuit du 24 août 2007 par trois hommes ayant fait connaissance sur un forum internet clandestin,. 
Parce que les trois hommes se sont rencontrés sur un forum clandestin, l'affaire est souvent appelée Dark Site Murder (闇サイト殺人, Yami Saito Satsujin) au Japon, dark site étant le terme japonais désignant les sites clandestins. Bien que le Japon n'applique normalement pas la peine de mort dans les affaires où il n'y a qu'un seul meurtre, la mère d'Isogai a lancé une pétition pour que les trois tueurs soient condamnés à cette peine. L'un des assassins fut condamné à la peine de mort le 18 mars 2009, tandis que les deux autres furent condamnés à la prison à perpétuité le 13 avril 2011.

## Contexte
Le 17 août 2007, Kenji Kawagishi (川岸 健治), un homme sans emploi de 40 ans vivant dans une camionnette, poste un message pour trouver des complices sur un site de téléphones utilisé pour échanger des informations véreuses,. Son message, mentionnant également le braquage, est lu par Tsukasa Kanda (神田 司), Yoshitomo Hori (堀 慶末), et Yūichirō Hondō (本堂 裕一朗). Tsukasa Kanda était un vendeur du journal Asahi Shinbun de 36 ans,, venant de Takasaki, dans la préfecture de Gunma. Yoshitomo Hori était un homme sans emploi de 32 ans, joueur de fléchettes et endetté de 4 000 000 de yen,. Yūichirō Hondō était un homme sans emploi de 29 ans qui avait des difficultés à payer son loyer,,. Tous les trois avaient besoin d'argent,.
Après avoir échangé plusieurs e-mails, les quatre hommes se rencontrent en vrai le 21 août pour discuter de la façon la plus simple d'avoir de l'argent. Hori Yoshimoto suggère de braquer un riche joueur de pachinko qu'il connaissait et les trois autres sont d'accord avec son idée. Ils vont essayer plus tard dans la même journée de faire leur braquage, mais en vain,. Dans la nuit du 23 août, Kenji Kawagashi et Yūichirō Hondō entrent par effraction dans un bureau de plombier à Nagakute, mais Kenji Kawagashi s'enfuit car il est effrayé, laissant alors Yūichirō Hondō seul. Avec trop peu d'argent pour rentrer, Yūichirō Hondō se rend à la police et est arrêté pour intrusion et tentative de vol,.
Dans l'après-midi du 24 août, Kenji Kawagashi, Tsukasa Kanda et Hori Yoshimoto se rencontrent sur le parking d'un vidéo-club dans l'arrondissment de Midori à Nagoya pour mettre au point un nouveau plan. Tsukasa Kanda propose de kidnapper puis voler une femme marchant dans la rue, puis de la tuer pour éviter que leur braquage ne soit découvert. Kenji Kawagashi et Hori Yoshimoto sont d'accord avec cette idée.

## Meurtre
Depuis l'intérieur de la camionnette de Kenji Kawagashi, les trois hommes se mettent alors à la recherche d'une femme seule marchant dans la rue vers 19h, jusqu'à ce qu'ils aperçoivent Rie Isogai rentrant chez elle en passant dans une ruelle sombre du quartier de Chikusa vers 22:00,. Hori Yoshimoto sort de la camionnette et accoste la femme, feignant demander son chemin, puis la force à entrer dans la camionnette. Tsukasa Kanda et Hori Yoshimoto passent alors des menottes à Rie Isogai, la menacent avec des couteaux, et lui demandent son argent ainsi que sa carte de crédit, pendant que Kenji Kawagashi conduit sa camionnette dans un parking vide à Aisai,. Arrivés au parking, Hori Yoshimoto pointe son couteau vers Rie Isogai puis lui demande son code de carte de crédit,.
Juste après minuit, Kenji Kawagashi essaye de violer Rie Isogai, mais Tsukasa Kanda et Hori Yoshimoto l'en empêchent. La tentative de viol effraye tellement Rie Isogai qu'elle tente de s'échapper de la camionnette, ce qui fait prendre aux trois hommes la décision de la tuer directement,. Malgré ses demandes désespérées pour rester en vie, vers 1 heure, Tsukasa Kanda entoure sa tête de scotch pour l'asphyxier mais, la voyant toujours en vie, lui frappe la tête à l'aide d'un marteau environ trente fois, pendant que Hori Yoshimoto et Kenji Kawagashi l'étranglent avec une corde.
Après l'avoir tuée, les trois hommes jettent le corps de la victime dans une forêt de Mizunami, dans la préfecture de Gifu vers 4 heures,, puis essayent de retirer de l'argent de son compte à une épicerie, mais se rendent compte qu'elle leur avait donné un faux code. Déçus par cet échec, ils se partagent les 62 000 yens trouvés dans le sac à main de Rie Isogai, puis se séparent, se promettant qu'ils voleraient puis tueraient une femme à la gare de Nagoya dans la matinée.

## Arrestation
Le 25 août 2007, Kenji Kawagashi téléphone à la police vers 13 heures, et avoue son crime. Il explique qu'il s'est confessé par peur de recevoir la peine capitale. Le code pénal japonais dit qu'une peine doit être atténuée si un criminel se rend avant d'être identifié par les autorités,.
Après avoir trouvé le corps de la victime à l'endroit indiqué, la police arrête Kenji Kawagashi et ses complices le 26 août. Fumiko Isogai, la mère de Rie Isogai, mais aussi le seul membre de sa famille, identifie le corps le jour même de l'arrestation des trois hommes. Le 5 octobre 2005, ils sont alors accusés de meurtre pour vol, de kidnapping pour profit, de séquestration, et d'abandon d'un corps,. Kenji Kawagashi est en plus accusé de tentative de viol sur le lieu du braquage,.

## Pétition pour la peine de mort
Au Japon, la peine de mort n'est normalement pas appliquée dans une affaire où il n'y a qu'un seul meurtre. Fumiko Isogai, dont son seul enfant fut tué dans cette affaire, lance en septembre 2007 une pétition pour que la peine de mort soit appliquée à ceux qui ont tué sa fille. En dix jours, sa pétition est signée par 100 000 citoyens. Elle présente sa pétition avec 150 000 signatures au bureau du procureur général de Nagoya le 23 octobre 2007. Environ 318 000 citoyens ont signé la pétition à la fin du mois de décembre 2008. Bien que les assassins n'ayant commis qu'un seul crime ne fassent que très rarement face à la peine de mort au Japon, Takeshi Tsuchimoto, un spécialiste du droit pénal de l'université d'Hakuoh et ancien procureur du parquet suprême, espère que la tendance récente à des peines plus sévères, appuyée par le soutien public pour la peine de mort, encouragera la cour à prononcer la peine de mort pour Kenji Kawagashi et Hori Yoshimoto. Le père de Kenji Kawagashi ainsi que celui de Tsukasa Kanda ont également demandé à la cour d'appliquer la peine capitale sur leur fils,.

## Procès
Le procès commence au tribunal de Nagoya le 25 septembre 2008. Tous les accusés avouent le vol et le meurtre de Rie Isogai dès la première séance. Ils admettent que la brutalité de leurs actes allait en augmentant par souci de vantardise. Lors de leur première rencontre, Tsukasa Kanda avait dit à Kenji Kawagashi qu'il avait déjà commis deux homicides, et Hori Yoshimoto avait écrit un e-mail à Kenji Kawagashi disant qu'il venait tout juste d'être libéré de prison. Ces deux faits étaient en fait des mensonges, servant uniquement à tenter d’impressionner les autres,. Les avocats de la défense ont dit que la peine de mort ne devait pas être prononcée car le crime avait été commis dans une atmosphère où les trois hommes ne pouvaient pas dire aux autres d'arrêter, quelle que soit l'atrocité de l'acte, et aussi parce que la mort de Rie Isogai était accidentelle, et qu'elle n'était pas assez cruelle pour qu'ils méritent la peine de mort, comparé aux peines prononcées dans des affaires semblables dans le passé,.
La défense s'est disputée à propos du principal coupable, ainsi que du moment où ils avaient décidé de tuer la victime. Kenji Kawagashi a insisté sur le fait que Tsukasa Kanda était le principal coupable, et qu'il n'avait aucune idée du plan de tuer la victime avant qu'il ne voie les deux autres étrangler Rie Isogai. Hori Yoshimoto a aussi dit que c'était Tsukasa Kanda qui avait dirigé le crime, et qu'il n'avait pas l'intention de tuer la victime avant que Tsukasa Kanda ne suggère à la dernière minute de l'étrangler. Tsukasa Kanda a dit qu'il était parvenu à un consensus sur le meurtre de la victime avant qu'ils ne commencent à rechercher une victime, mais que ce n'était pas sérieux jusqu'à ce que la tentative de viol de Kenji Kawagashi ne fasse changer la victime d'attitude. Il a également dit que Hori Yoshimoto, qui avait prétendument frappé la tête de la victime avec un marteau avant que Tsukasa Kanda ne le fasse aussi, était le principal coupable.
Au cours des séances, les accusés se sont souvent querellés. Tsukasa Kanda se moquait de Rie Isogai et la traitait de menteuse sur son blog qu'il avait commencé à écrire afin d'y révéler sa version de l'histoire, qu'il pensait juste,,. Kenji Kawagashi a dit que la victime était juste malchanceuse. Voyant que les accusés ne présentaient pas d'excuses, Fumiko Isogai a dit que leurs mots étaient insupportables.
Les procureurs ont demandé la peine capitale pour tous les accusés selon le compte-rendu du 20 janvier 2009. Ils ont insisté sur le fait que la cour devait aussi appliquer la peine de mort sur Kenji Kawagashi même s'il s'était volontairement rendu car il ne se repentait pas, et que la police aurait été capable d’arrêter les trois criminels sans que ce dernier ne se rende.

## Jugement
Le 18 mars 2008, les accusés sont jugés coupables de tout ce dont ils ont été accusés. Tsukasa Kanda et Hori Yoshimoto sont condamnés à la peine de mort. La juge Hiroko Kondō indique que c'est Tsukasa Kanda qui a joué le rôle de leader dans le meurtre. Elle dit que leurs motivations pour le crime ne laissent pas de place pour la pitié, et que la peine capitale est la seule option même s'il n'y a qu'un seul mort, car leurs actes étaient extrêmement cruels et odieux, et qu'ils représentaient une menace sérieuse pour la société. Kenji Kawagashi est condamné à la prison à vie, car il est jugé qu'il a donné à la police des informations essentielles qui ont mené à l'arrestation de ses deux complices,.
Les principaux journaux du pays ont publié des écrits soutenant le jugement de Hiroko Kondō sur le fait que la peine de mort devait être maintenue. Le journal Asahi Shinbun et le Mainichi Shinbun ont dit dans leurs publications que la majorité de la population devrait être en faveur de ce jugement. Le journal Nikkei a commenté que le jugement était raisonnable. Le journal Sankei Shinbun a évalué le jugement comme « rationnel et d'une grande importance »,. Le Tokyo Shinbun a dit que la peine capitale était inévitable compte tenu de la brutalité du meurtre et de l'état de la famille de la victime. Ils ont cependant également ajouté qu'il était difficile pour des citoyens assesseurs de déterminer si la peine de mort était appropriée dans ce genre d'affaires. Hiroshi Itakura, un spécialiste du droit pénal de l'université Nihon a dit que cette décision pourrait être un nouveau critère dans la décision de l'application de la peine de mort.
Quatre heures après voir reçu leur condamnation à mort, Hori Yoshitomo a dit aux journalistes qu'il trouvait les mots peine capitale lourds, bien qu'il fût prêt à cette condamnation. Kenji Kawagashi a dit « Je suis content que le fait de m'être rendu ait été pris en compte, et que je ne sois pas condamné à mort ».
La mère de la victime et le petit ami ont expliqué leur mécontentement vis-à-vis de Kenji Kawagashi.

## Appel
Les trois accusés ont également fait appel afin que leur peine soit revue à la baisse. Cependant, Tsukasa Kanda retire son propre appel sans le consentement de son avocat, et sa peine de mort est appliquée le 13 avril 2009. Les procureurs ont fait appel contre la décision quant-à la peine appliquée pour Kenji Kawagashi le 27 mars 2009.
Le 13 avril 2011, la cour de Nagoya confirme la peine de prison à vie pour Kenji Kawagashi, et revoit à la baisse celle de Hori Yoshitomo, le condamnant ainsi lui aussi à la prison à vie, jugeant que ces deux derniers étaient moins responsables que Tsukasa Kanda. Cependant, Hori Yoshitomo sera plus tard à nouveau condamné à mort pour le meurtre d'un couple en 1998.

## Exécution
Tsukasa Kanda fut exécuté par pendaison le 25 juin 2015.